# Chewton Mendip
Chewton Mendip är en ort och civil parish i Storbritannien.   Den ligger i grevskapet Somerset och riksdelen England, i den södra delen av landet, 170 km väster om huvudstaden London. Chewton Mendip ligger 146 meter över havet och antalet invånare är 585.
Terrängen runt Chewton Mendip är platt åt nordost, men åt sydväst är den kuperad. Runt Chewton Mendip är det ganska tätbefolkat, med 144 invånare per kvadratkilometer. Närmaste större samhälle är Bristol, 19,9 km norr om Chewton Mendip. Trakten runt Chewton Mendip består i huvudsak av gräsmarker.